# Franco Magnaghi
Francangelo Magnaghi (Romentino, 12 maggio 1941) è un ex calciatore italiano, di ruolo difensore.

## Carriera
Ha giocato per una stagione nel Bari nella Serie A 1963-1964 dove totalizza 25 partite.
Nel 1965 passa al Varese dove gioca ancora in massima serie, per un totale di 24 presenze e una rete, nel pareggio 1-1 a Cagliari. Dopo la retrocessione dei varesini in Serie B, nel 1966 rimane nella squadra disputando altre undici partite e contribuendo all'immediato ritorno in Serie A.
Medaglia d'Oro ai Giochi del Mediterraneo del 1963, accanto a coetanei quali Zoff, Cera, Lodetti, Rosato, i fratelli Bercellino.
Padre di due figli, Claudio e Fausto, anch'essi calciatori (ma dilettanti...). Fausto è ricordato come calciatore tignoso e alquanto ostico. Celebri le sue frasi: "Soffrire per gioire", "Io ai miei tempi tiravo la riga e l'avversario non passava" e "Quando si entrava in campo, coltello in mezzo ai denti e bombe a mano in tasca". Claudio purtroppo ebbe una carriera condizionata da numerosi e gravi infortuni. 